# Monte Oliveto Maggiore
De Territoriale Abdij van Monte Oliveto Maggiore is een olivetaanse abdij (Latijn: Abbatia Territorialis S. Mariae Montis Oliveti Maioris; Italiaans: Abbazia territoriale di Monte Oliveto Maggiore) en ligt even ten zuiden van Asciano in de Italiaanse provincie Siena (regio Toscane).
Het is een streek met afwisselend groene weiden, verweerde witte rotsen en loodrechte ravijnen. De abdij is gelegen in het midden van deze Crete Senesi, in het meest dorre deel ervan, tussen hoge, donkere cipressen.

## Geschiedenis
De abdij werd in 1313 gesticht door enkele edelen uit Siena die heimwee hadden naar de eenvoud van de benedictijner kloosterregel. Amper zes jaar later erkende paus Johannes XXII de Orde van de Olivetanen.
Gesteund door bemiddelde lieden werd de abdij een soort elite kluizenarij in Midden-Toscane. In de 15e eeuw werd een ambitieus bouwprogramma uitgevoerd, waardoor het klooster een monument van de Quattrocento architectuur en kunst werd. Het mooie asymmetrische poorthuis, versierd met een terracotta van Andrea della Robbia vormt een waardige toegang tot het geheel. Het interieur van de goed geproportioneerde abdijkerk uit 1417 heeft een uitzonderlijk stel koorbanken van ingelegd hout. Ze zijn het werk van de grootmeester in dit genre, Fra Giovanni da Verona en vertegenwoordigen het beste wat er in Italië op dit vlak is te zien. De grootste schat van het klooster is evenwel de grote kruisgang die versierd is met 36 fresco's die het leven van de heilige Benedictus van Nursia uitbeelden. Negen ervan zijn het werk van Luca Signorelli, de overige van Il Sodoma.
In tegenstelling tot zovele andere heilige plaatsen van de Toscaanse kunst behield Monte Oliveto iets van zijn oorspronkelijke afstandelijkheid. Alhoewel Napoleon het klooster in 1810 ophief, werkt hier nog steeds een groep paters, gespecialiseerd in het herstellen van oude boeken. Sinds 1899 valt de abdij met het omliggende gebied als territoriale abdij onder direct gezag van de Heilige Stoel.

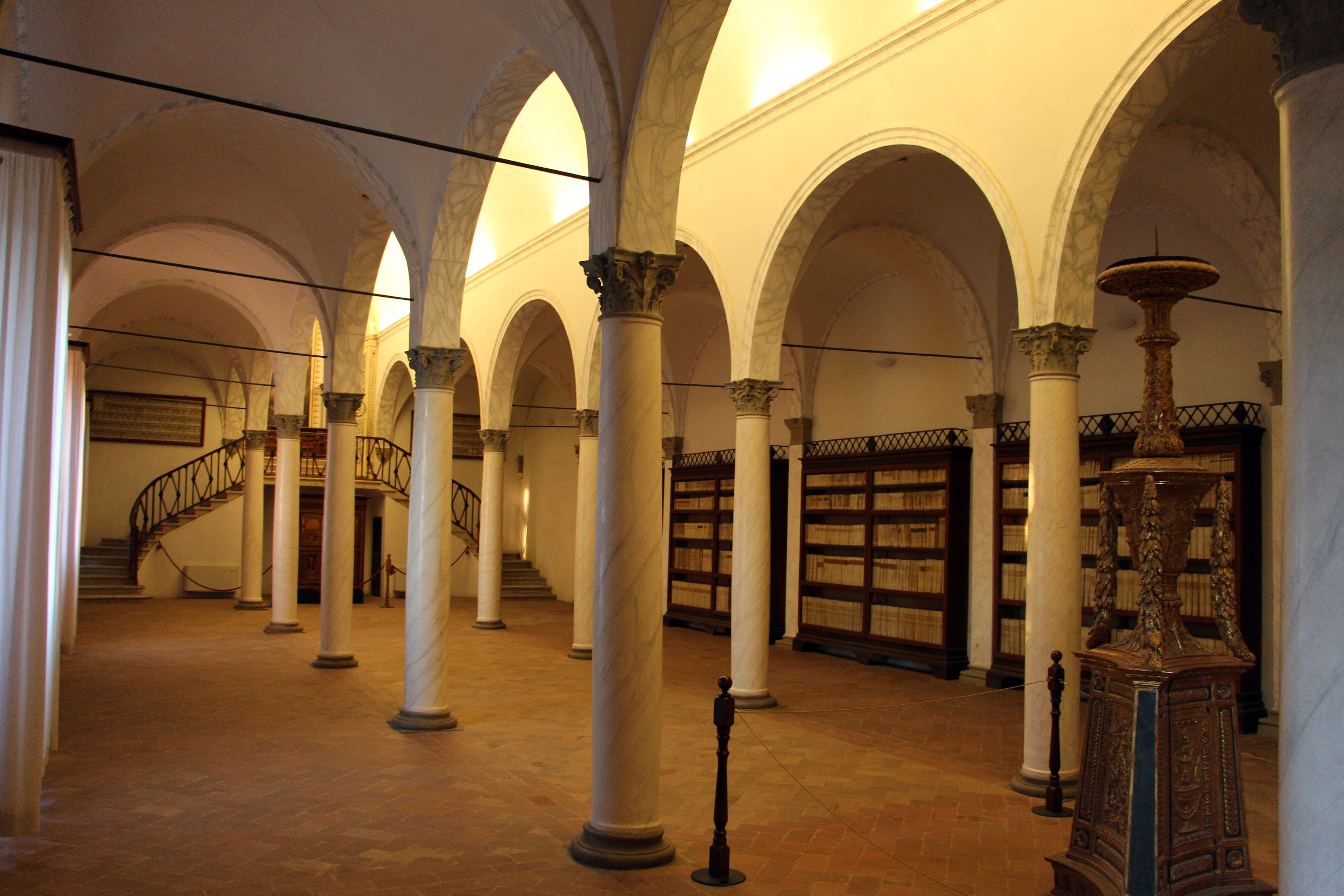
Bibliotheek
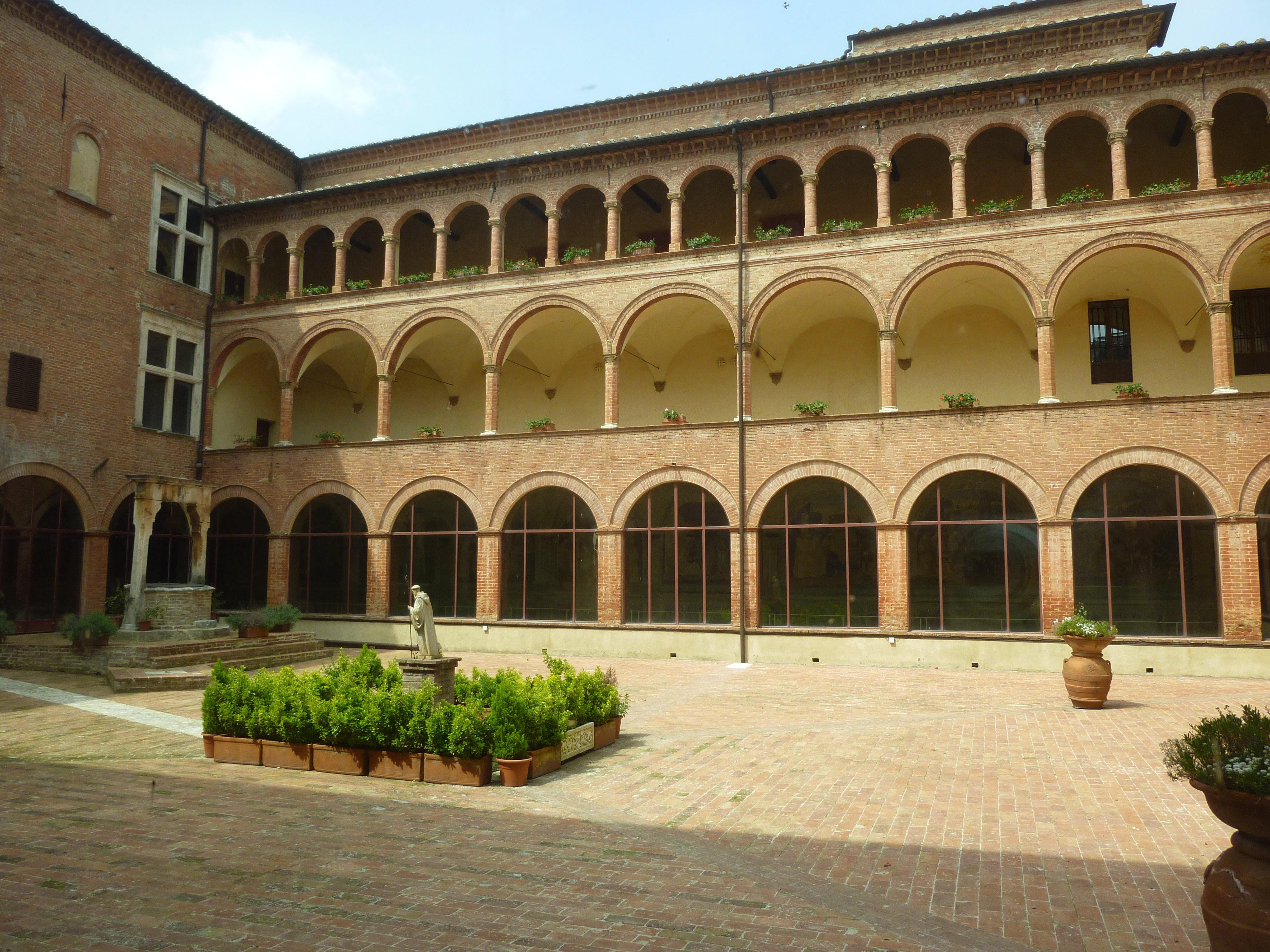
Binnenplaats
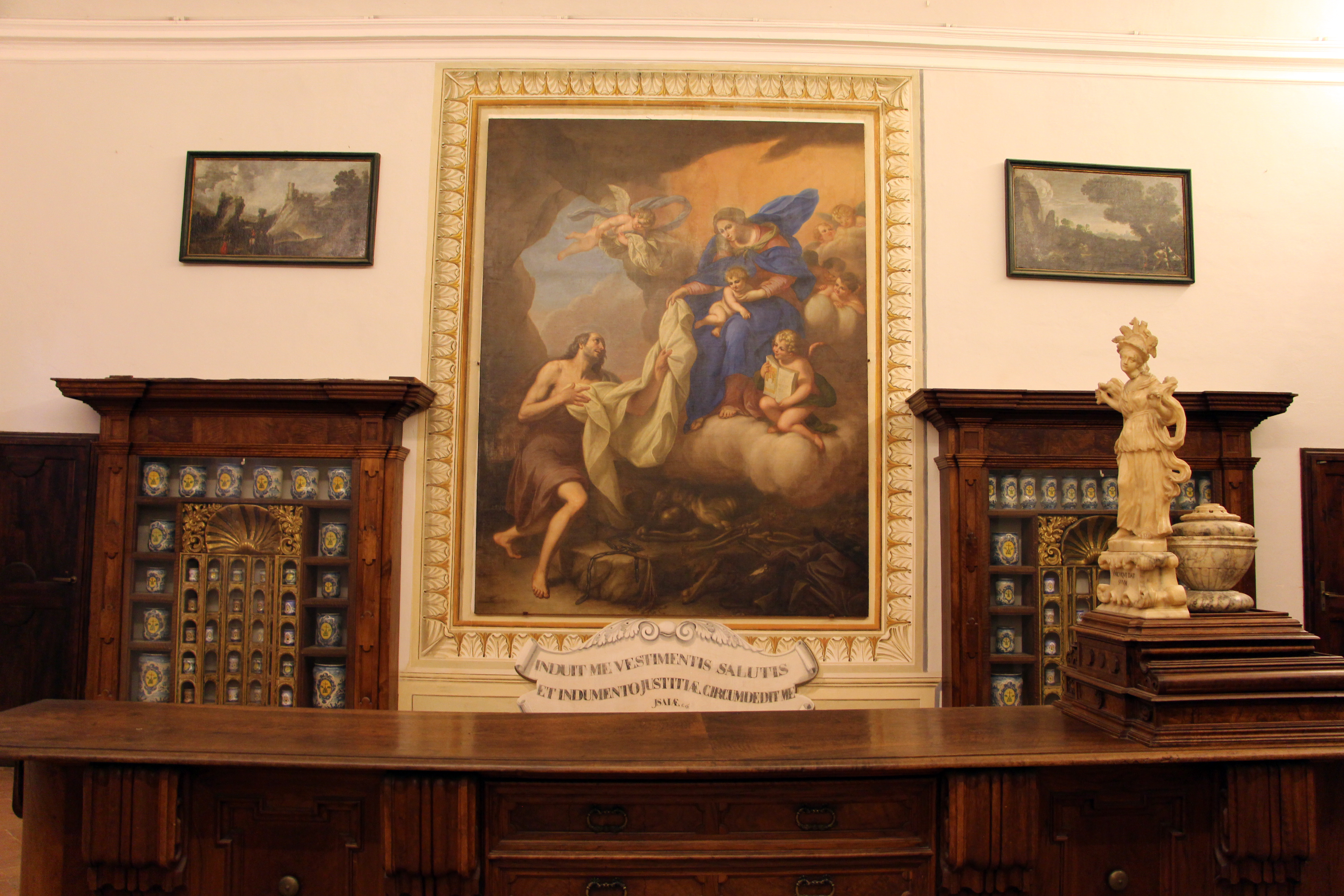
Apotheek
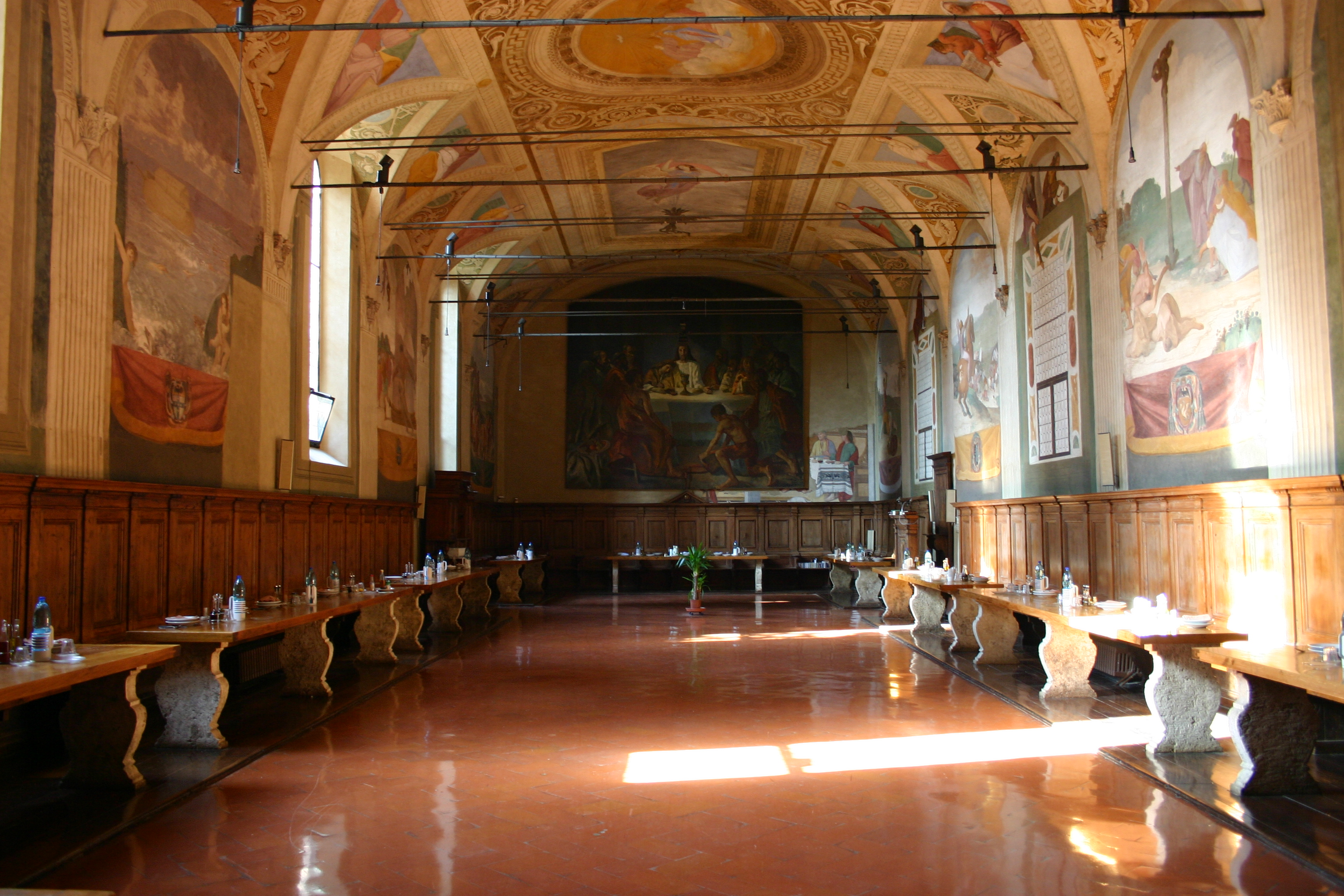
Refectorium
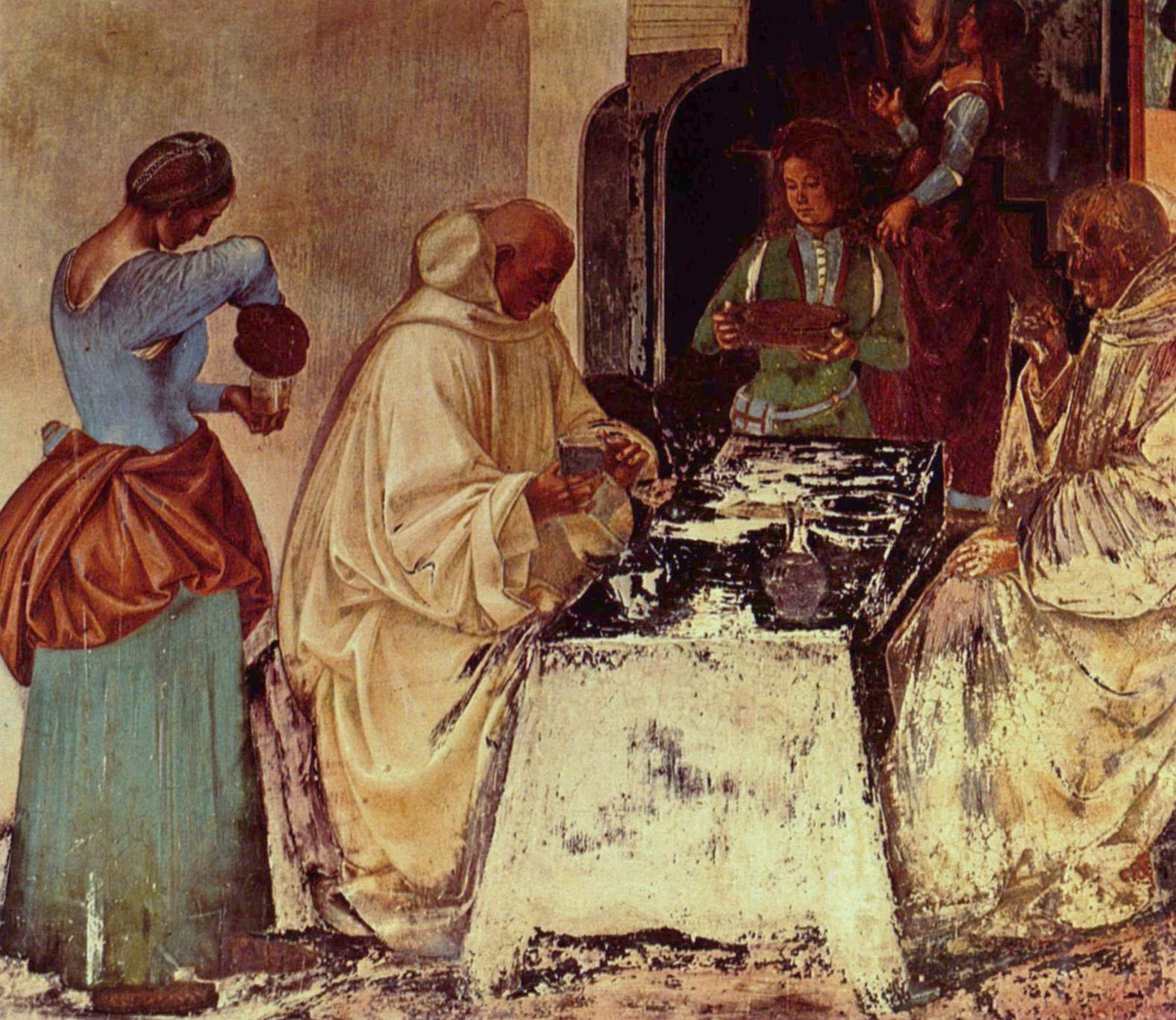
Fresco van Luca Signorelli
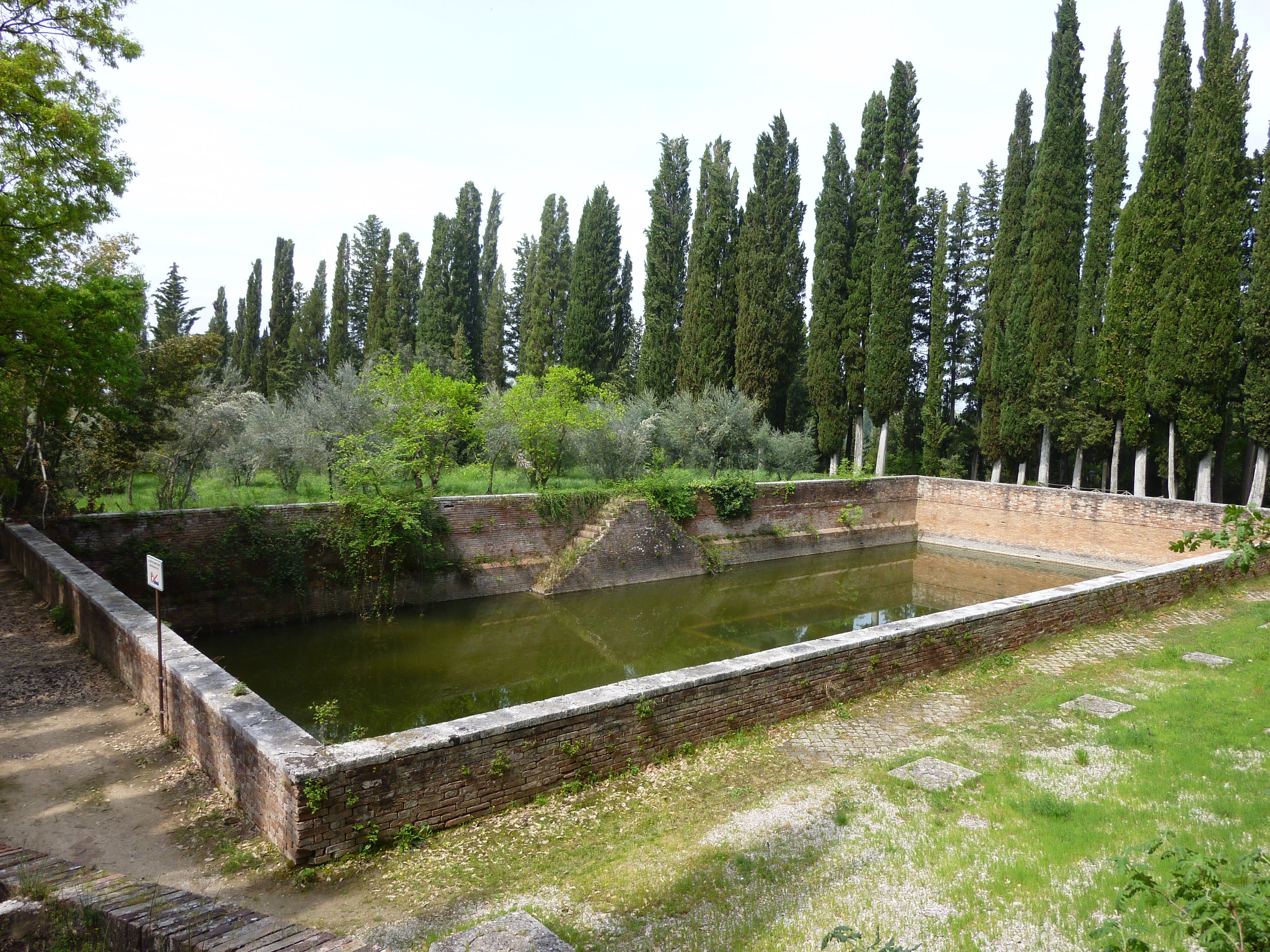
Visvijver
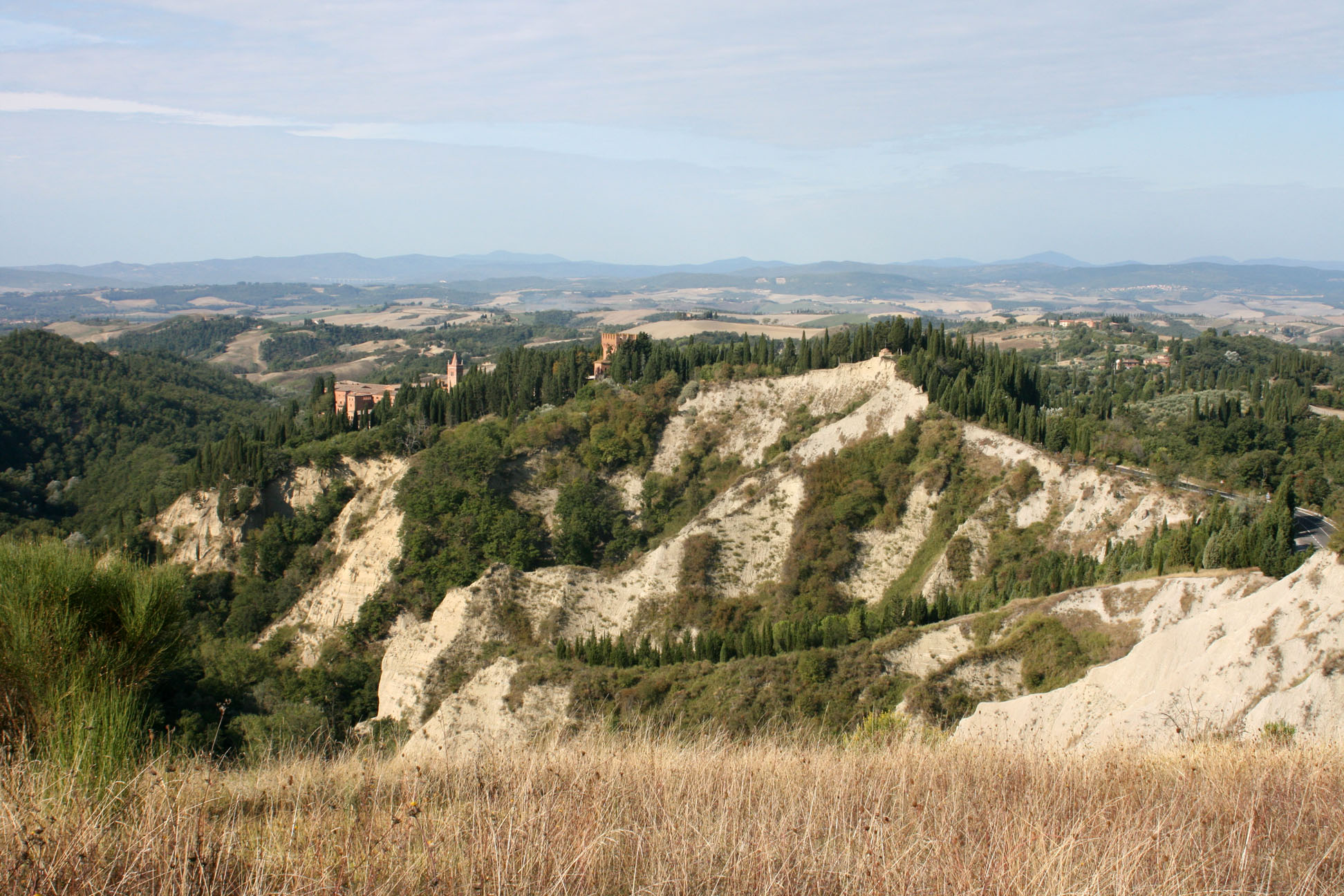
Crete Senesi

## Abten van Monte Oliveto Maggiore
- 1899-1917: Ildebrando Polliuti, O.S.B.
- 1917-1928: Mauro M. Parodi, O.S.B.
- 1928-1946: Luigi Maria Perego, O.S.B.
- 1947-1970: Pietro Romualdo M. Zilianti, O.S.B.
- 1970-1986: Divo Angelo Maria Sabatini, O.S.B.
- 1986-1992: Maurizio Benvenuto Maria Contorni, O.S.B.
- 1992-2010: Michelangelo Riccardo M. Tiribilli, O.S.B.
- 2010-heden: Diego Gualtiero Rosa, O.S.B.